# Sycoscapter truncatus
Sycoscapter truncatus is een vliesvleugelig insect uit de familie Pteromalidae. De wetenschappelijke naam is voor het eerst geldig gepubliceerd in 1885 door Mayr.